# كولين تايلور سين
كولين تايلور سين هي مترجمة كندية، ولدت في 17 مارس 1944 في تورونتو في كندا.